# أوغسطس فريدريك دوق ساسكس
الأمير أوغسطس فريدريك دوق ساسكس (بالإنجليزية: Prince Augustus Frederick, Duke of Sussex) (27 يناير 1773 - 21 أبريل 1843) كان الابن السادس والطفل التاسع للملك جورج الثالث ملك المملكة المتحدة و الأميرة شارلوت مكلنبورغ ستريليتس .

## عن حياته
ولد الأمير أوغسطس فريدريك في 27 يناير 1773 في باكنغهام البيت، لندن وكان الابن السادس والطفل التاسع للملك جورج الثالث ملك المملكة المتحدة و الأميرة شارلوت مكلنبورغ ستريليتس .

## وفاته
توفي الأمير أوغسطس فريدريك في 21 أبريل 1843 في قصر كنسينغتون في لندن عن عمر يناهز 70 سنة.